# Corinno Mariotti
Corinno Mariotti (Parma, 1827 - Torí, 1876) fou un compositor i crític musical italià.
A Torí es dedicà a l'ensenyament de la música, i treballà amb entusiasme (com Anselm Clavé a Catalunya) per a infiltrar en la classes treballadora l'afició als cants corals, i a aquest fi va compondre'n alguns.
Publicà per a una o diverses veus amb acompanyament de piano les col·leccions de cants populars Tesoretto melodico, Braccio e cuore, Primizie meloginniche, etc. Va ecriure a més les operetes I distratti, L'oca i La Batracomiomachia, estrenada a Torí amb poc èxit, diverses romances i danses: també se li deu una col·lecció de set cants nacionals que titulà Il canzionieri nazionale, etc.
Els seus articles de crítica musical es publicaren a La Gazzeta musicale, Il Pirata, Il Trovatore i en d'altres diaris italians.